# Art Young
Art Young, właśc. Arthur Henry Young (ur. 14 stycznia 1866 w Orangeville, zm. 29 grudnia 1943 w Nowym Jorku) – amerykański rysownik, karykaturzysta i działacz polityczny związany z ruchem socjalistycznym. Znany ze swojej radykalnej twórczości satyrycznej oraz działalności w redakcjach pism lewicowych, w tym „The Masses” i „Good Morning”.

## Życiorys
Od najmłodszych lat interesował się sztuką, wybierając grafikę i rysunek satyryczny jako drogę do szerokiego oddziaływania społecznego. Jak wspominał, jego celem było dotarcie do masowego odbiorcy: „obrazek satyryczny można łatwo powielić i udostępnić setkom tysięcy ludzi”.
W 1883 sprzedał pierwszy rysunek do magazynu „Judge”, a następnie studiował w Academy of Design w Chicago i pracował w redakcji „Evening Mail”. Początkowo związany z Republikanami, zarabiał na życie jako rysownik prasowy.

### Kariera dziennikarska i przemiana ideologiczna
W 1888 przeniósł się do Nowego Jorku, gdzie pracował dla „New York World” Josepha Pulitzera. Rok później studiował rysunek w Paryżu u akademickiego malarza Williama Bouguereau. W 1892 powrócił do Chicago, by pracować w Inter-Ocean pod kierunkiem Thomasa Nasta — jednego z najwybitniejszych amerykańskich karykaturzystów politycznych XIX wieku. Choć z czasem odrzucił nacjonalistyczne poglądy Nasta, pozostał pod silnym wpływem jego przekonania o sile politycznej rysunku satyrycznego.
Przełomem ideologicznym dla Younga okazały się wydarzenia związane z zamachem bombowym na Haymarket w 1886. W ich następstwie odwiedził więzienie i naszkicował ostatnie portrety ośmiu oskarżonych anarchistów. Dopiero po latach przyznał, że jego ówczesne zrozumienie konfliktów społecznych było niedojrzałe, a własną ignorancję polityczną uznał za moralną porażkę.

### Działalność w ruchu socjalistycznym
Na początku XX wieku Art Young stał się aktywnym uczestnikiem amerykańskiego ruchu socjalistycznego. Jego twórczość zaczęła skupiać się na obnażaniu sprzeczności kapitalizmu, społecznej niesprawiedliwości i propagandzie wojennej. Jako członek redakcji „The Masses” miał możliwość pełnego wyrażenia swoich poglądów bez cenzury, co zaowocowało serią alegorycznych rysunków o walce klas, wojnie oraz demoralizującym wpływie kapitału na życie społeczne.
Obok pracy twórczej, Young zaangażował się także w działalność polityczną: uczęszczał na kursy retoryki, występował publicznie i kandydował w wyborach do lokalnych władz z ramienia Socjalistycznej Partii Ameryki.
Wraz z redakcją „The Masses” został oskarżony o złamanie ustaw o szpiegostwie i podżeganiu w czasie I wojny światowej. Choć groziło mu dożywocie, ostatecznie został uniewinniony w dwóch głośnych procesach federalnych.

### Późniejsza działalność
W 1919, w szczytowym okresie tzw. „Czerwonej paniki”, Art Young założył nowy magazyn satyryczny „Good Morning”, który mimo krótkiego istnienia zdobył uznanie za błyskotliwą krytykę kapitalizmu i militaryzmu. Tytuł, jak sam twierdził, miał zmylić cenzorów.
W latach 20. współpracował z wieloma gazetami i magazynami – m.in. „Life”, „Metropolitan Magazine” i „The Nation” (gdzie był oficjalnym rysownikiem podczas kampanii prezydenckiej w 1924). Równocześnie tworzył dla prasy robotniczej i komunistycznej, m.in. „Daily Worker”, „New Masses” i antologii „Red Cartoons”.

### Życie prywatne i późniejsza twórczość
W latach 20. XX wieku osiedlił się w Bethel w stanie Connecticut, gdzie zbudował dom i studio. Organizował tam doroczne wystawy, na których sprzedawał swoje oryginalne rysunki.
W 1934 wydał Art Young's Inferno: A Journey Through Hell Six Hundred Years After Dante – trzecią i ostatnią część cyklu inspirowanego Boską Komedią Dantego, będącą satyrą na współczesne mu społeczeństwo.
W późniejszych latach opublikował również prace autobiograficzne:
- On My Way: Being the Book of Art Young in Text and Pictures (1928)[3],
- The Best of Art Young (1936)[4],
- Art Young: His Life and Times (1939)[5].

### Śmierć i dziedzictwo
Zmarł 29 grudnia 1943 w wieku 77 lat. W Nowym Jorku odbyło się pożegnalne spotkanie, w którym udział wzięło ponad 500 przedstawicieli świata sztuki, wydawnictw i lewicowego ruchu społecznego.

## Styl i dziedzictwo
Young posługiwał się uproszczoną formą graficzną, ale jego rysunki były bogate w znaczenia i silnie nacechowane ideologicznie. W satyryczny sposób dekonstruował liberalne dogmaty i ekonomiczne frazesy, by ukazać ukryte mechanizmy wyzysku. Sam określał swoją twórczość jako „uderzającą w słabe punkty wspólnego wroga”, bardziej niż w partyjne niuanse taktyczne.
Do końca życia pozostał wierny socjalizmowi, choć unikał doktrynerstwa i zaangażowania w spory frakcyjne.